# Заборонена планета
«Заборонена планета» (англ. Forbidden Planet) — науково-фантастичний фільм американської медіакомпанії Metro-Goldwyn-Mayer 1956 року. Один з найзначніших творів американської кінофантастики 1950-х років, який справив визначальний вплив на розвиток жанру. Відправною точкою для сценаристів стала драматична казка Шекспіра під назвою «Буря».
У 2013 році фільм увійшов у Національний реєстр фільмів Сполучених Штатів Америки.

## Сюжет

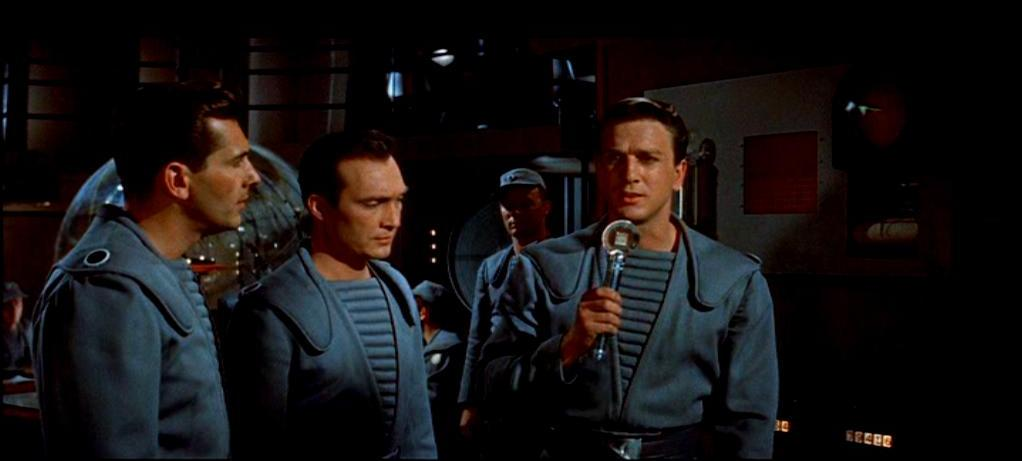
Екіпаж C57-D

Космічний корабель C57-D з рятувальною експедицією летить до планети Альтаїр IV. Це була людська колонія, дуже подібна на Землю, заснована екіпажем корабля «Беллерофонт» 19 років тому. Командир експедиції Джон Адамс не виявляє з орбіти жодних слідів цивілізації та отримує від доктора Морбіуса попередження не сідати на планету. Проте Адамс бере на себе відповідальність і садить корабель.
Прибулих землян зустрічає робот Роббі, який проводить їх до свого власника, доктора Морбіуса. Той живе в мальовничому оазисі та приймає Адамса і його команду, хоча й не радий непроханим гостям. Виявляється, на Альтаїрі IV живуть тільки доктор Морбіус, його донька Альтаїра, яка народилась та виросла на цій планеті, і сконструйований доктором робот Роббі. Доктор розповідає про таємничу силу, що вбила решту колоністів і знищила «Беллерофонт». Він згадує про сварку з колегами, що хотіли відлетіти на Землю попри дослідження Морбіуса. Тим часом прибулі ближче знайомляться з Альтаїрою, якій незвична поведінка інших людей. Астронавти конструюють антену аби зв'язатися з командуванням, але щось перешкоджає роботі. Командир винить підлеглих у недбальстві та підозрює Морбіуса в саботажі. Доктор розповідає про цивілізацію креллів, що жила на Альтаїрі IV пів мільйона років тому, досягнула висот науки й техніки та навіть відвідувала Землю, але зникла впродовж однієї ночі.
Офіцери знайомляться з підземеллям під житлом Морбіуса та пам'ятками креллів, зокрема величезним пристроєм для матеріалізації уявних образів. З його допомогою іншопланетяни прагнули стати нематеріальними богоподібними істотами.
Вночі на корабель нападає таємниче невидиме чудовисько, яке вбиває одного з членів екіпажу, Квінна. Доктор констатує, що повернулася та сама загроза, котра вбила колонізаторів. Вжиті заходи безпеки спочатку виявляються малоефективні, але врешті-решт чудовисько вдається зупинити силовими полями і перемогти вогнем з бластерів. Під обстрілом істота стає видимою як величезна хижа потвора.
Командир здогадується, що створена цивілізацією креллів титанічна машина здатна втілювати уявні образи того, хто навчиться нею керувати. Саме за допомогою цієї машини Морбіус створив своє житло. Але він не врахував того, що машина сприймає і думки, не контрольовані свідомістю: про ненависть і самолюбство. Так виник «монстр з іду», котрий колись знищив колонію, а тепер нападає на екіпаж корабля. Істота нападає на дім доктора й пробирається всередину. Люди ховаються в підземеллях зниклої цивілізації.
Адамс розуміє, що саме Морбіус особисто створив чудовисько через образу на колоністів, а тепер через ревнощі до астронавтів, які залицяються до його дочки. Доктор визнає свою вину, від чого істота зникає, але машина креллів перевантажується. Він лишається на планеті, яка скоро вибухне. Адамс забирає Альтаїру та говорить, що колись люди досягнуть тих же висот, що крелли. Тоді світло вибуху досягне Землі, нагадуючи, що люди не боги.

## У ролях

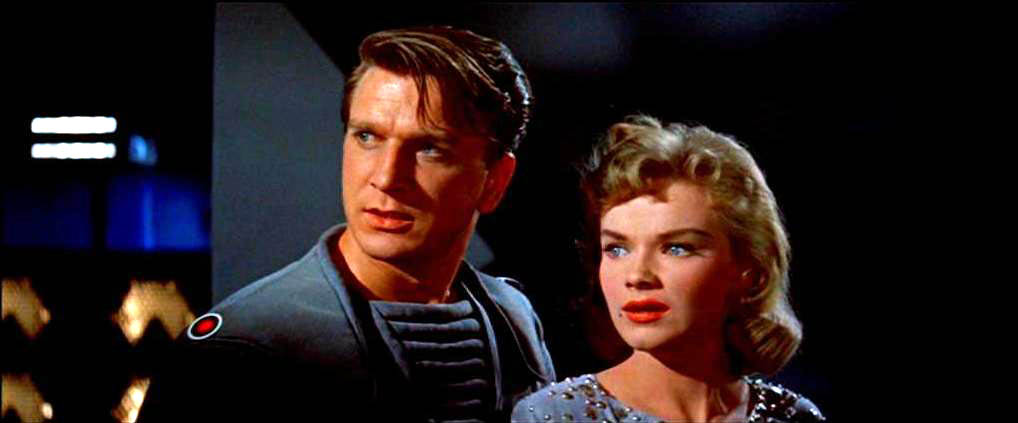
Адамс і Альтаїра

- Адамс і АльтаїраЛеслі Нільсен — командир Джон Дж. Адамс
- Енн Френсіс — Альтаїра Морбіус
- Волтер Піджон — доктор Морбіус
- Воррен Стівенс — доктор Остроу
- Джек Келлі — лейтенант Джеррі Фарман
- Річард Андерсон — Квінн
- Ерл Холліман — кок

## Виробництво

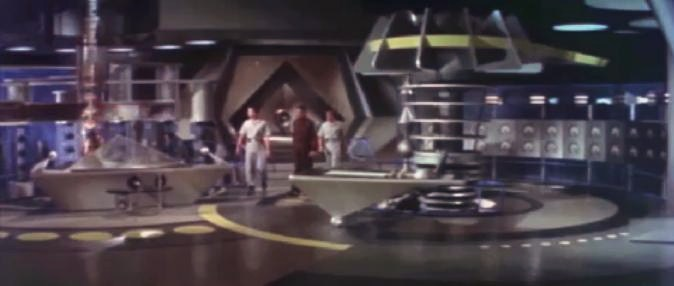
Підземелля креллів

### Сценарій
У 1950-ті науково-фантастичні фільми переважно були представлені фільмами категорії «Б». Страх перед комуністами виражався в сюжетах про іншопланетних загарбників, а перед технологіями — у стрічках про монстрів або божевільних учених. Після закінчення зйомок фільму «Ніч мисливця» (1955) Аллен Адлер та Ірвін Блок вирішили створити нову стрічку класу «Б» під назвою «Фатальна планета». Але замість звернутися до однієї зі спеціалізованих студій, вони вирушили до Metro-Goldwyn-Mayer. Фільм став першим крупнобюджетним проєктом студії Metro-Goldwyn-Mayer в області наукової фантастики. Творці фільму наповнили сценарій відсиланнями до шекспірівської «Бурі» і популярного в той час психоаналізу. Так, Морбіус і технологія креллів відповідають Просперо, котрий живе з донькою та створив свій рай у пустці, і магічній книзі. До написання сценарію було залучено романіста Сиріла Юма, нащадка шотландського філософа Девіда Юма. Він надав більшої глибини сценарію Адлера з Блоком і перейменував фільм на «Заборонена планета», вважаючи таку назву привабливішою для глядачів. З іншого боку в MGM додали гумористичних сцен із коком. З психоаналізу Юмом було використано ідею про складову психіки «Воно» (Ід).
Незабаром після прем'єри фільму вийшла однойменна книга за його мотивами за авторства Філіпа Макдональда (публікувалася під псевдонімом W. J. Stewart). У книзі уточнено деякі подробиці вигаданого всесвіту. Наприклад, згідно з цією книгою внутрішня будова тигрів і оленів в будинку Морбіуса (як вдається з'ясувати при розтині) не має нічого спільного з земними тваринами: інопланетні звірі породжені свідомістю доктора. Згідно з книгою крелли поплатилися за те, що наважилися поставити себе на місце Бога. Фабула «Забороненої планети» також перегукується з оповіданням Маррі Лейнстера «Самотня планета» (1949).

### Спецефекти
Фільм спирався на досягнення в спецефектах таких стрічок, як «День, коли Земля зупинилася» (1951), «Чудовисько з глибини двадцять тисяч льє» (1953), «Війна світів» (1953), «Вони»(1954), «Ґодзілла»(1954).
Спецефекти фільму (особливо в техніці мет-пейнту) залишалися неперевершеними за складністю аж до виходу на екрани «Космічної одіссеї 2001 року». Виробництво фільму обійшлося в 1,9 мільйона доларів, у прокаті він зібрав близько 3 мільйонів.
Епізод, коли чудовисько стає видимим через обстріл променевими гарматами, був створений за участю аніматорів студії Волта Діснея. Продюсери запропонували студії зробити чудовисько невидимим, упираючи на те, що це дозволить заощадити на зйомках. Пов'язані з чудовиськом ефекти коштували в результаті майже мільйон доларів. За уважного розгляду, в монстра помітна борідка, що нагадує борідку доктора Морбіуса. Є також думка, що чудовисько являє собою іронічне відсилання до ревучого лева, який служить логотипом студії MGM.
Робот Роббі обійшовся студії в 125 тисяч доларів. Цей перший в кіно «робот з характером» став настільки популярним у глядачів, що аж до виходу перших «Зоряних воєн» залишався улюбленим механічним персонажем кінофантастики. Він також став головним героєм фільму «Невидимий хлопчик» (1957) і кілька разів з'являвся у фантастичних телесеріалах.
Прем'єра фільму в США відбулася 15 березня 1956. На деяких показах фільму глядачам видавалися одноразові паперові окуляри з червоними світлофільтрами; крізь ці окуляри можна було бачити на екрані невидиме чудовисько. Дуже сміливими для свого часу стали убори, в яких Альтаїра походжає перед батьком; це одна з перших появ мініспідниць на кіноекрані.

### Музика
«Заборонена планета» — чи не перший фільм, вся звукова доріжка якого складається з однієї тільки електронної музики. «Електронні тональності» (як названо музичний супровід в титрах) були розроблені подружжям Баррон.

## Номінації та нагороди
- 1957 — була номінована на премію «Академія» за кращі візуальні ефекти на 29-й премії «Оскар»
- 1982 — зарахування в Зал слави науково-фантастичних фільмів премії «Балрог»
- 2007 — номінація на премію «Сатурн» за найкращий класичний реліз на DVD
- 2013 — році картина була введена в Національний реєстр бібліотеки Конгресу, який вважається "культурно, історично чи естетично значущим

## Вплив
Футуристичність дизайну і музики позначили прорив в області кінофантастики. Зовнішній вигляд астронавтів C57-D, їх відносини один з одним, були перейняті творцями телесеріалу «Зоряний шлях». Джин Родденберрі визнавав, що при розробці концепції серіалу враховувався досвід цього фільму. Так, екіпаж «Ентерпрайза» отримав дуже схожі до форми C57-D уніформи. Командир Адамс послугував прототипом до капітана Кірка. «Заборонена планета» мала безперечний вплив на сюжет пілотного епізоду цього серіалу «Клітка» (знятий в 1964-65 рр., не випускався в ефір до 1988 р., частково включений як флешбеки в епізод у двох частинах «The Menagerie» в першому сезоні).
Інтер'єри підземель креллів наслідувалися в інтер'єрах до «Зоряних війн» (1977), «Згадати все» (1990). Проєктор думок з фільму послугував зразком для голограм, показаних у «Зоряних війнах». Електронна музика й звукові ефекти із «Забороненої планети» стала взірцем для музики «Зоряних війн», «Чужого» (1979).
У Голлівуді кінця XX і початку XXI століття довгий час витала ідея продовження або ремейка «Забороненої планети». У 1989 р. у Лондоні був поставлений мюзикл «Повернення на заборонену планету» (Return to the Forbidden Planet).